# Luz (Santa Cruz da Graciosa)
Luz es una freguesia portuguesa perteneciente al municipio de Santa Cruz da Graciosa, situado en la Isla Graciosa, Región Autónoma de Azores. Posee un área de 11,85 km² y una población total de 735 habitantes (2001). La densidad poblacional asciende a 62,0 hab/km².